# Igreja Ortodoxa Bielorrussa
Igreja Ortodoxa Bielorrussa (em bielorrusso:  Беларуская праваслаўная царква, em russo:  Белорусская православная церковь) é o Exarcado Bielorrusso (em bielorrusso:  Беларускі экзархат, em russo:  Белорусский экзархат) da Igreja Ortodoxa Russa na Bielorrússia. Ele representa a união das eparquias ortodoxas russas no território da Bielorrússia e é a maior organização religiosa do país, unindo a maioria predominante de seus cristãos ortodoxos.
O Primaz é Benjamin (Tupeco), Metropolita de Minsk e Zaslavsky, Exarca Patriarcal de Toda a Bielorrússia, desde 2020.
A Igreja Ortodoxa Bielorrussa goza de um grau de autonomia muito menor em comparação com a Igreja Ortodoxa Ucraniana do Patriarcado de Moscou, que é uma entidade autônoma associada à Igreja Ortodoxa Russa.
A Igreja Ortodoxa Bielorrussa se opõe fortemente à Igreja Ortodoxa Autocéfala da Bielorrússia, de menor porte e em grande parte baseada na emigração.

## História

### Ortodoxia na Bielorrússia

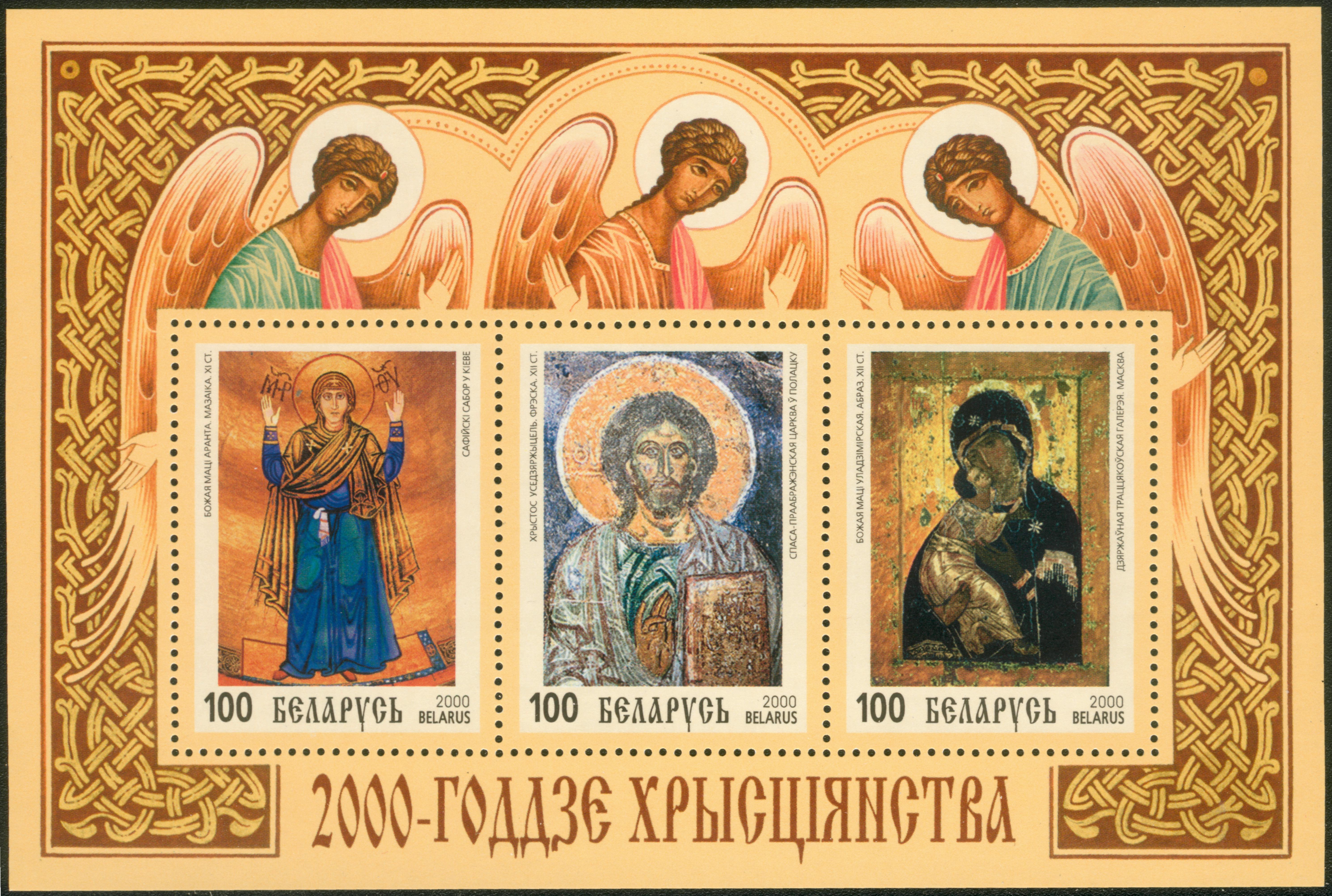
2.000 anos do Cristianismo. Bloco Postal de 3 Selos da Bielorrússia, 2000. Questão conjunta com a Rússia e a Ucrânia.

As terras bielorrussas foram batizadas principalmente em simultâneo com outras terras da Rússia de Quieve, com um ligeiro atraso no norte do país, embora algumas tradições pagãs tenham persistido na região de Polotsk por muito tempo e tenham sobrevivido de uma forma modificada até hoje.[carece de fontes?]
Em 992, a Eparquia de Polotsk foi estabelecida como parte da Metrópole de Quieve do Patriarcado de Constantinopla. Por volta do século XIII, haviam duas eparquias no território da Bielorrússia moderna: Polotsk e Turov (1005), que faziam parte da Metrópole de Quieve.[carece de fontes?]
Em conexão com a divisão real, no início do século XIV, da Metrópole de Quieve e Toda a Rússia na Igreja Ortodoxa com centro em Moscou (dentro do Principado de Moscou) e na Igreja Ortodoxa no Grão-Ducado da Lituânia (Metrópole Lituana, 1316), a Eparquia de Polotsk, e a partir de 1347 a de Turov, passaram a fazer parte da última.[carece de fontes?]
Em 1459, ocorreu a separação final da Metrópole de Quieve lituana da Metrópole de Quieve moscovita. Em meados do século XVI, a Metrópole lituana (com centro em Novogrudok, depois em Vilnius) incluía as eparquias de Polotsk, Turov (com uma cátedra em Pinsk), Smolensk, Chernigov, Galitsk, Przemisl, Kholmsk, Lutsk e Vladimir-Volínia.[carece de fontes?]
Após a União de Brest em 1596, a Igreja Ortodoxa no Grão-Ducado da Lituânia como um todo deixou de existir canonicamente. Foi fundada novamente em 1632 em Mogilev. A Eparquia de Mogilev era a única diocese ortodoxa na Bielorrússia até o final do século XVIII. Após a segunda partição da Comunidade Polonesa-lituana em 1793, a Eparquia de Minsk foi estabelecida. Em 1833, a Eparquia de Polotsk foi restaurada, as Eparquias de Vilna (1840) e Grodno (1900) foram criadas. Em Brest, Bialistok, Slutsk, Gomel, Kaunas e Dvinsk haviam cátedras de Bispos Vigários. Todas as Eparquias faziam parte da Igreja Ortodoxa Russa e estavam sob a jurisdição do Santo Sínodo Governante. Antes do início da Primeira Guerra Mundial, haviam 3.552 templos e 35 mosteiros, três seminários teológicos nas cinco Dioceses ortodoxas da Bielorrússia. Cada uma das eparquias tinha seus próprios periódicos.[carece de fontes?]

### A Igreja Ortodoxa na Bielorrússia sob o domínio soviético
Durante o período soviético, especialmente a partir de 1929, no leste da Bielorrússia, bem como na União Soviética como um todo, quase todas os templos foram fechadas e o clero foi reprimido. Na República Socialista Soviética da Bielorrússia, em 20 de dezembro de 1936, 1.371 templos foram fechados das que antes funcionavam, e os serviços continuaram apenas em 74.[carece de fontes?]
Nas décadas de 1940 e 1950, quase todas as Dioceses ortodoxas no território da Bielorrússia foram abolidas. Até 1988, havia apenas uma Diocese ortodoxa na Bielorrússia (Minsk).

### A criação do Exarcado Bielorrusso
O Exarcado Bielorrusso (Igreja Ortodoxa Bielorrussa) do Patriarcado de Moscou foi estabelecido em outubro de 1989 de acordo com a decisão do Conselho Episcopal da Igreja Ortodoxa Russa, realizado de 9 a 11 de outubro de 1989.
O Conselho Episcopal da Igreja Ortodoxa Russa, em reuniões de 30 a 31 de janeiro de 1990, após ouvir um relatório de Sua Graça Cirilo, Arcebispo de Smolensk e Kaliningrado (agora Sua Santidade Patriarca de Moscou e de Toda a Rússia), decidiu aceitar o "Estatuto dos Exarcados" e introduzi-lo no atual Estatuto da Igreja Ortodoxa Russa. As decisões deste Conselho Episcopal foram aprovadas pelo Concílio da Igreja Ortodoxa Russa, ocorrido de 7 a 8 de junho de 1990. Em termos canônicos, o Exarcado Bielorrusso é uma unidade territorial administrativa da Igreja Ortodoxa Russa, unindo dioceses com seus decanatos, paróquias, mosteiros e instituições educacionais teológicas localizadas na República da Bielorrússia. O Exarcado Bielorrusso é administrado pelo Exarca Patriarcal.
A cátedra principal do Metropolita de Minsk e Zaslavsky, Exarca Patriarcal de Toda a Bielorrússia, está localizada na Catedral do Espírito Santo de Minsk. A segunda é a Catedral da Transfiguração do Senhor na cidade de Zaslavl.
Em 7 de janeiro de 2008, ao visitar a Catedral do Espírito Santo em Minsk, o Presidente da Bielorrússia, Alexander Lukashenko, chamou a Igreja Ortodoxa Bielorrussa de “o principal ideólogo de nosso país”.
Em outubro de 2010, durante uma visita a Istambul (Turquia), o Presidente Lukashenko, de acordo com relatos da mídia, em uma reunião com o Patriarca Bartolomeu de Constantinopla poderia discutir a perspectiva de conceder autocefalia à Igreja Bielorrussa; os especialistas consideraram as negociações como uma iniciativa política do Presidente contra a liderança russa. Em 13 de outubro, o Chefe da Administração Presidencial da República da Bielorrússia, Vladimir Makei, negou esses relatórios, chamando-os de "outra provocação hedionda" e associando-os ao agravamento das relações russo-bielorrussas.
Em 20 de dezembro de 2018, a Igreja Ortodoxa Bielorrussa decidiu “reconhecer a chamada Igreja Autocéfala Ortodoxa da Ucrânia, chefiada pelo chamado Metropolita de Quieve e de Toda a Ucrânia, Epifânio, como uma comunidade cismática”.
Em 25 de agosto de 2020, o Santo Sínodo da Igreja Ortodoxa Russa demitiu o Chefe do Exarcado Bielorrusso, Metropolita Paulo de Minsk e Zaslavsky. O Bispo Benjamin de Borisov e Mariingor foi nomeado o novo Exarca Patriarcal na Bielorrússia.

## O Exarca

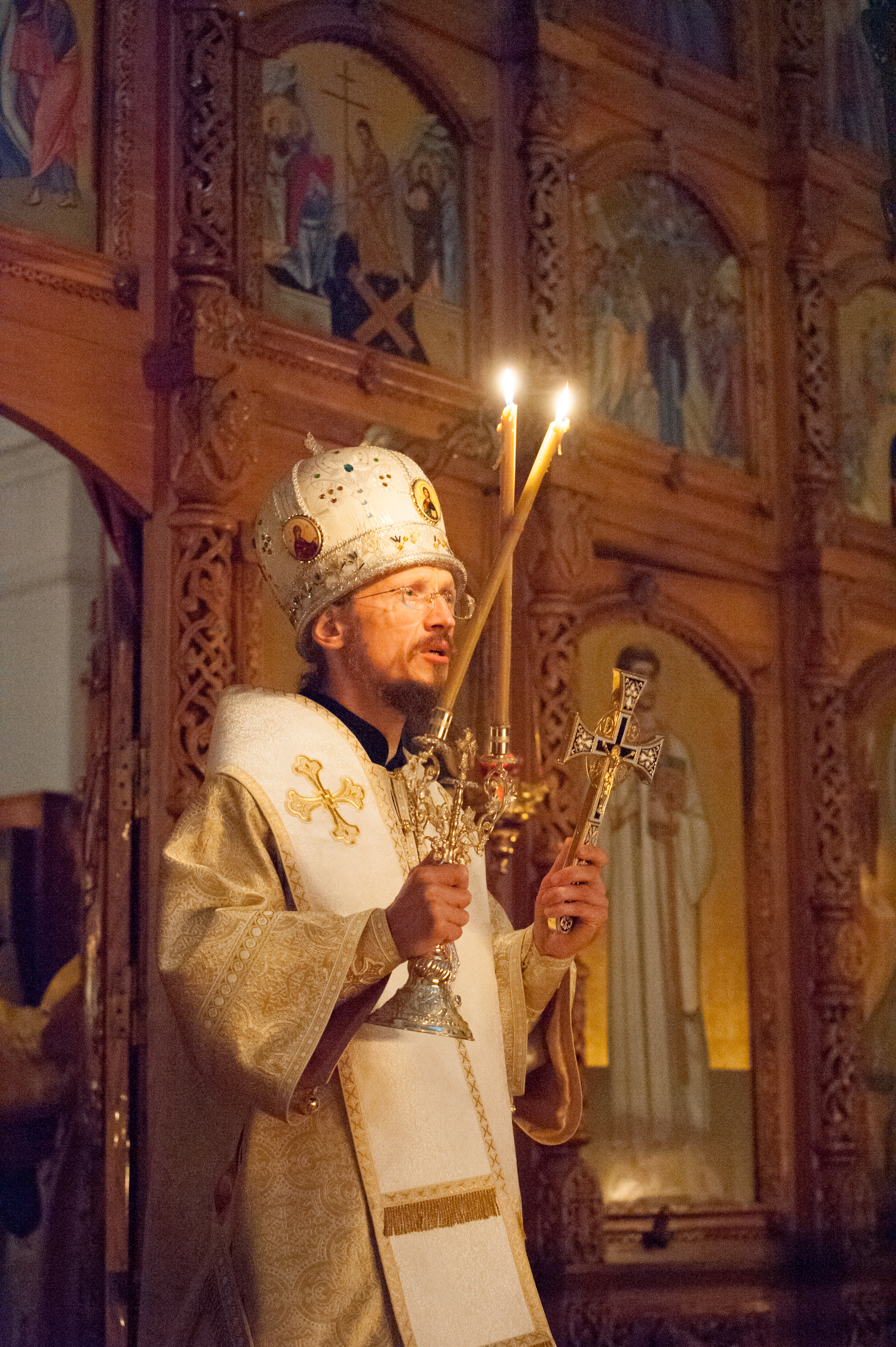
Metropolita Benjamin

Benjamin Tupeco (nome secular: Vitaly Tupeko; bielorrusso: Віталь Іванавіч Тупека, 16 de setembro de 1968, Luninets, Região de Brest, Bielorrússia) é Bispo da Igreja Ortodoxa Russa, Metropolita de Minsk e Zaslavski, Exarca Patriarcal de Toda a Bielorrússia, Primaz da Igreja Ortodoxa da Bielorrússia, membro permanente do Santo Sínodo da Igreja Ortodoxa Russa (ex officio). Administrador temporário da Diocese de Borisov desde 25 de agosto de 2020 e da Diocese de Slutsk desde 9 de junho de 2021.

## Estrutura

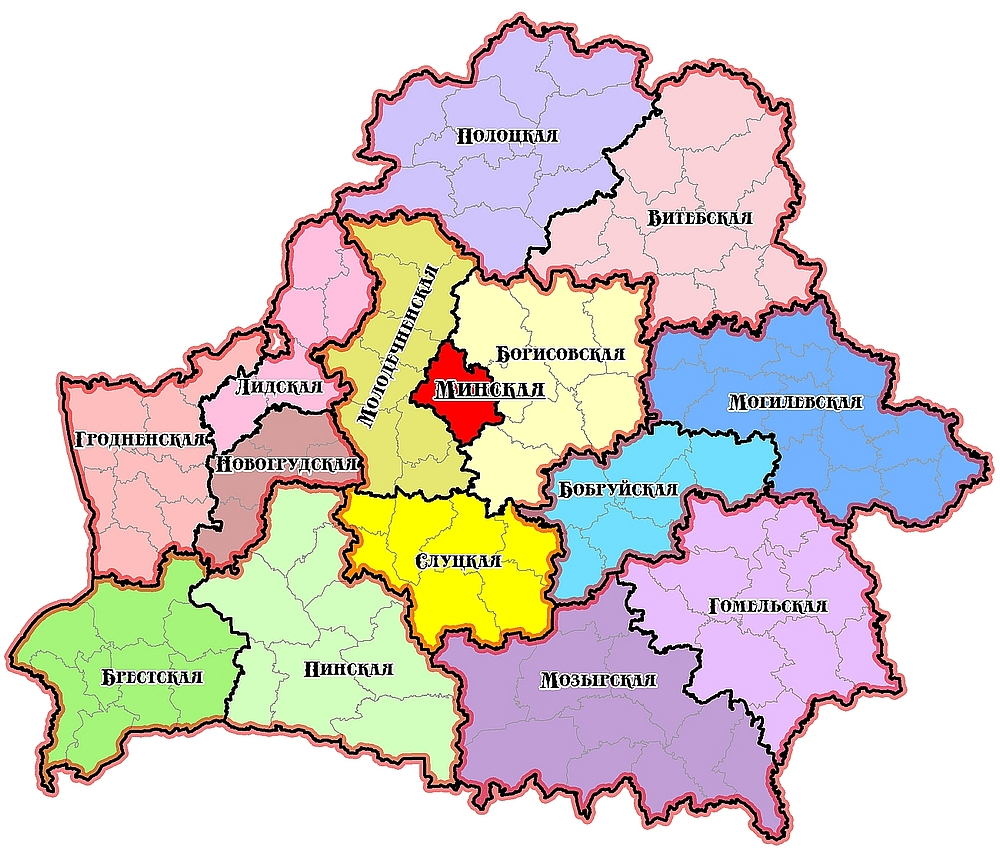
Eparquias ortodoxas bielorrussas

No início de 2015, a estrutura da Igreja Ortodoxa Bielorrussa consistia em 14 eparquias (dioceses), atualmente são 15:
- Diocese de Bobruisk
- Diocese de Borisov
- Diocese de Brest
- Diocese de Vitebsk
- Diocese de Gomel
- Diocese de Grodno
- Diocese de Lida
- Diocese de Minsk
- Diocese de Mogilev
- Diocese de Molodechno
- Diocese de Novogrudok
- Diocese de Pinsk
- Diocese de Polotsk
- Diocese de Slutsk
- Diocese de Turov

## Galeria

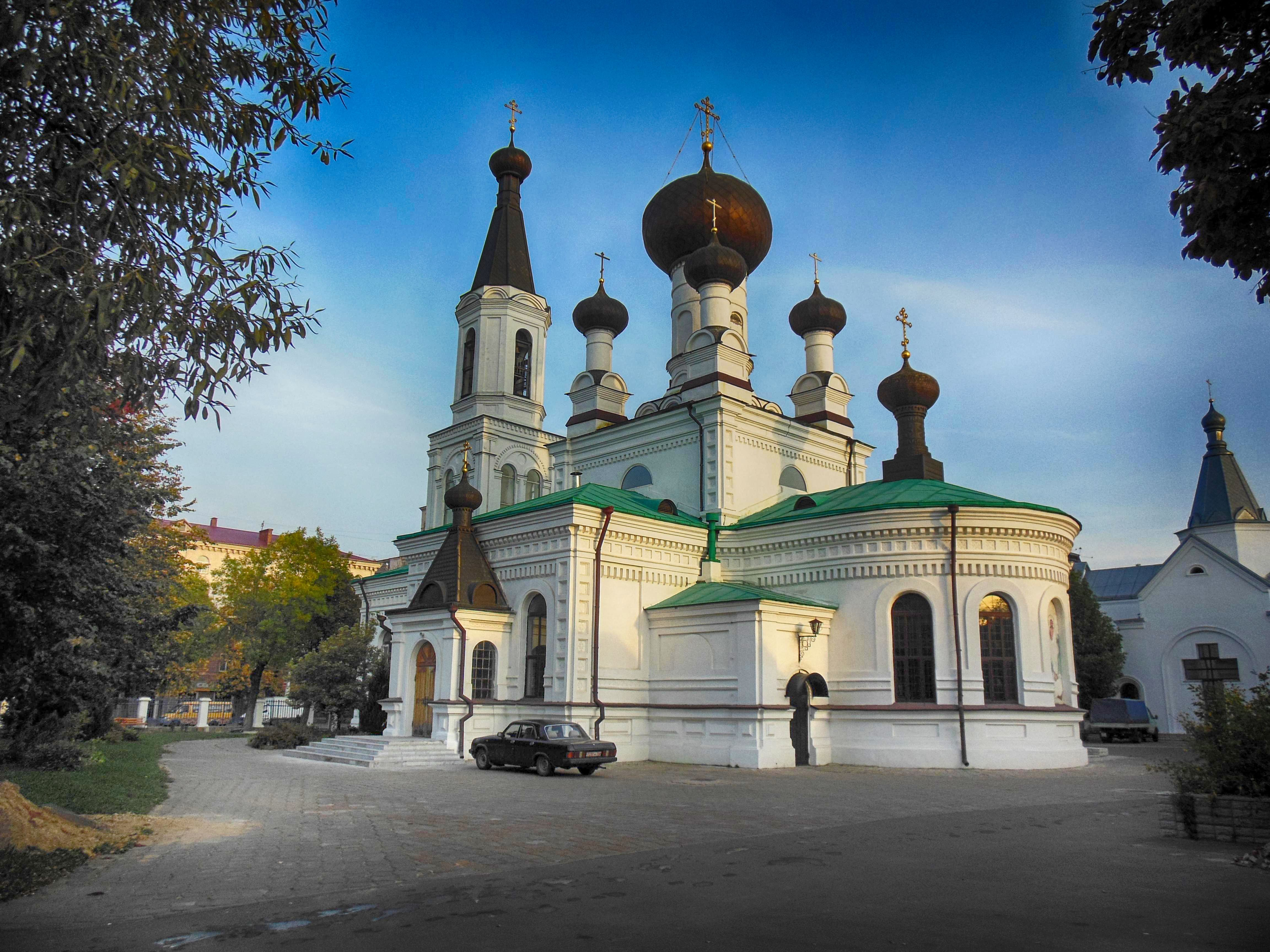
Catedral dos Três Hierarcas, Mogilev
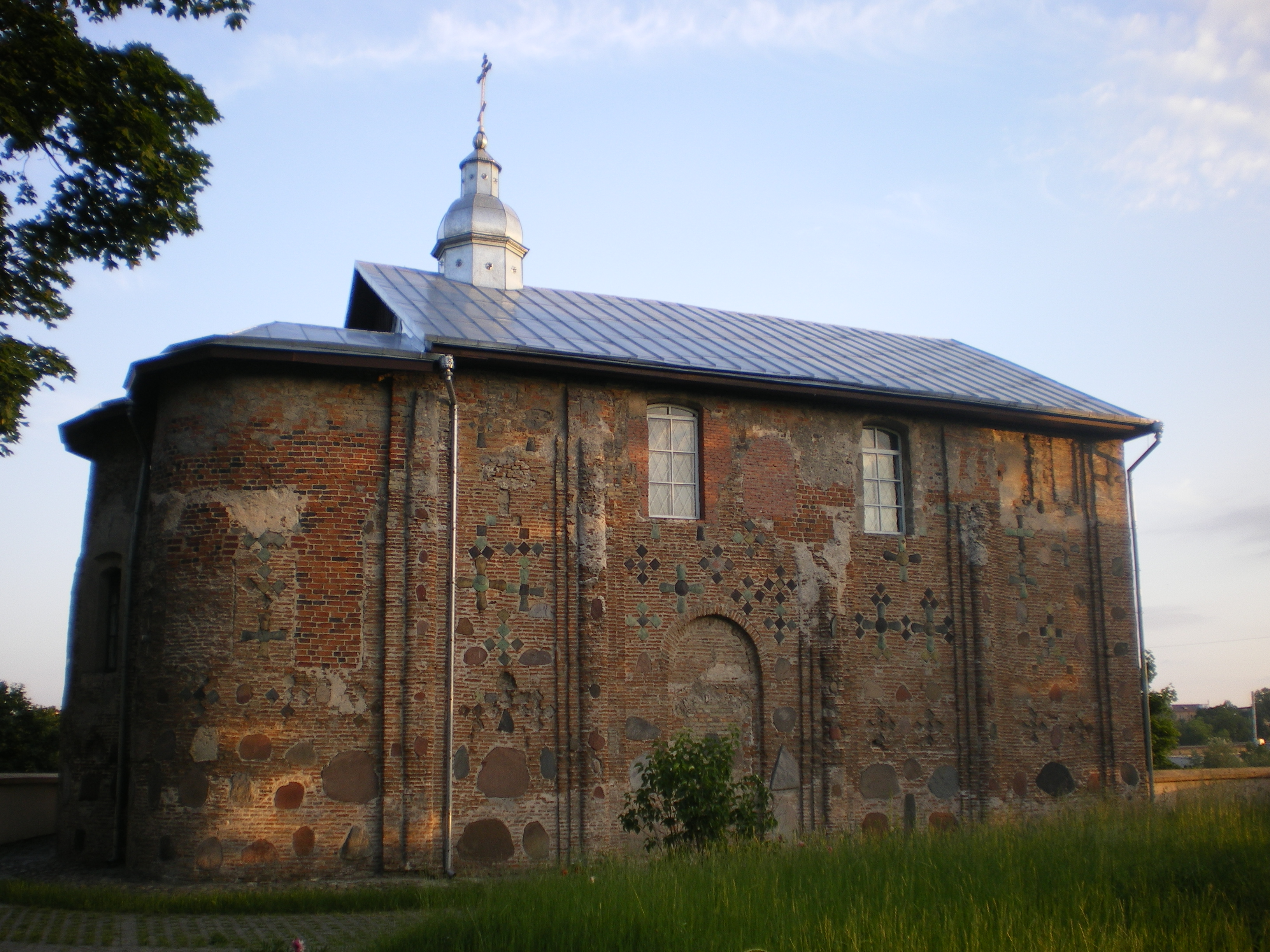
Igreja de Boris e Gleb, Grodno (séc. XII)
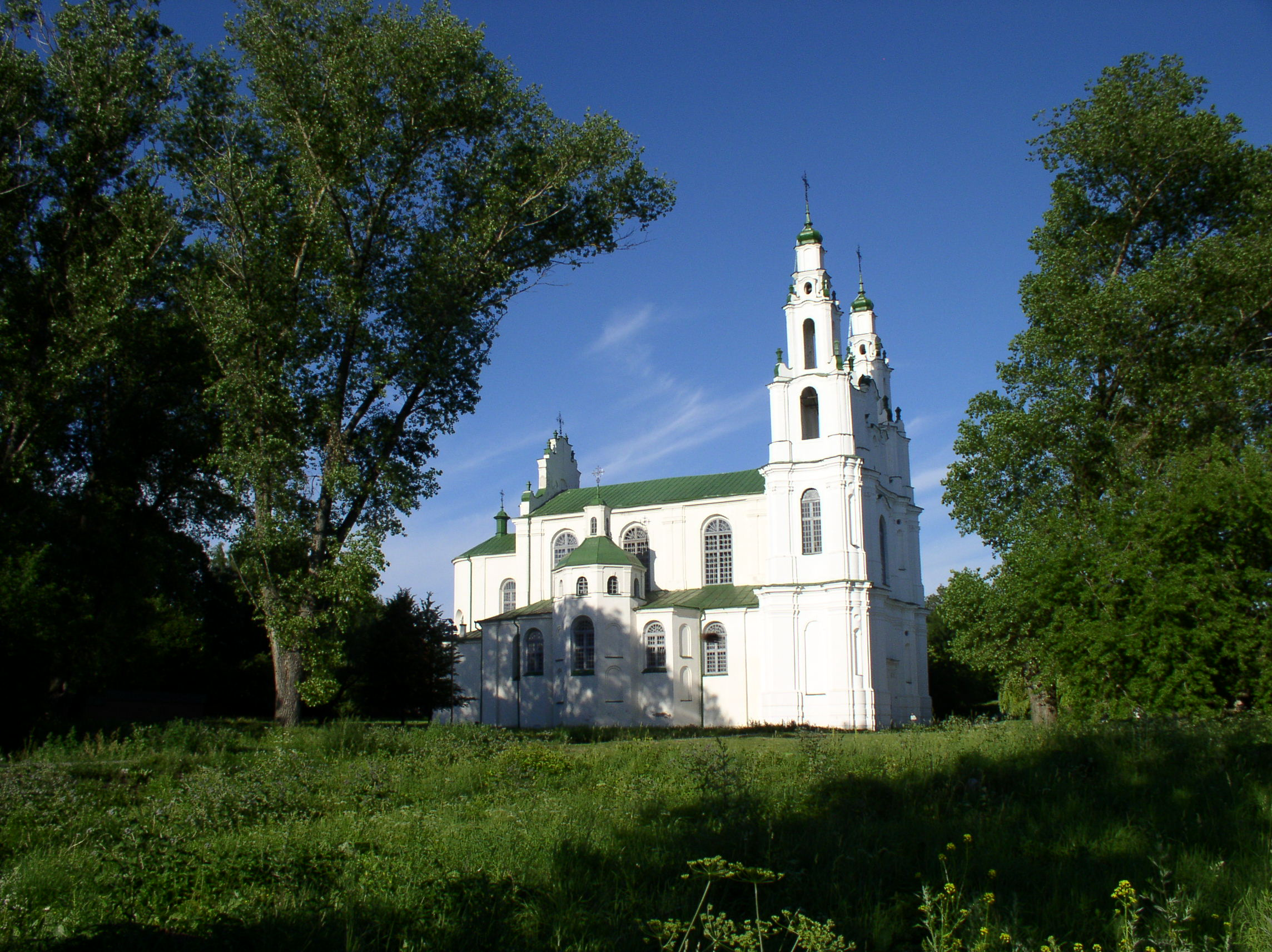
Catedral de Sofia, Polotsk
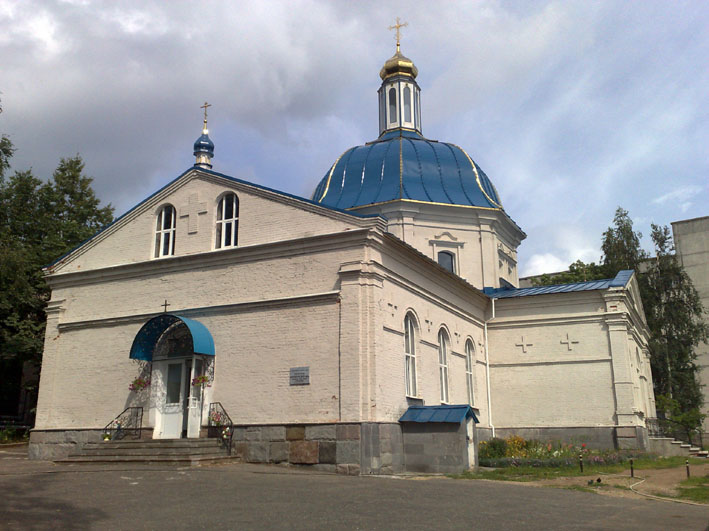
Igreja do Mosteiro da Trindade-Markov, Vitebsk
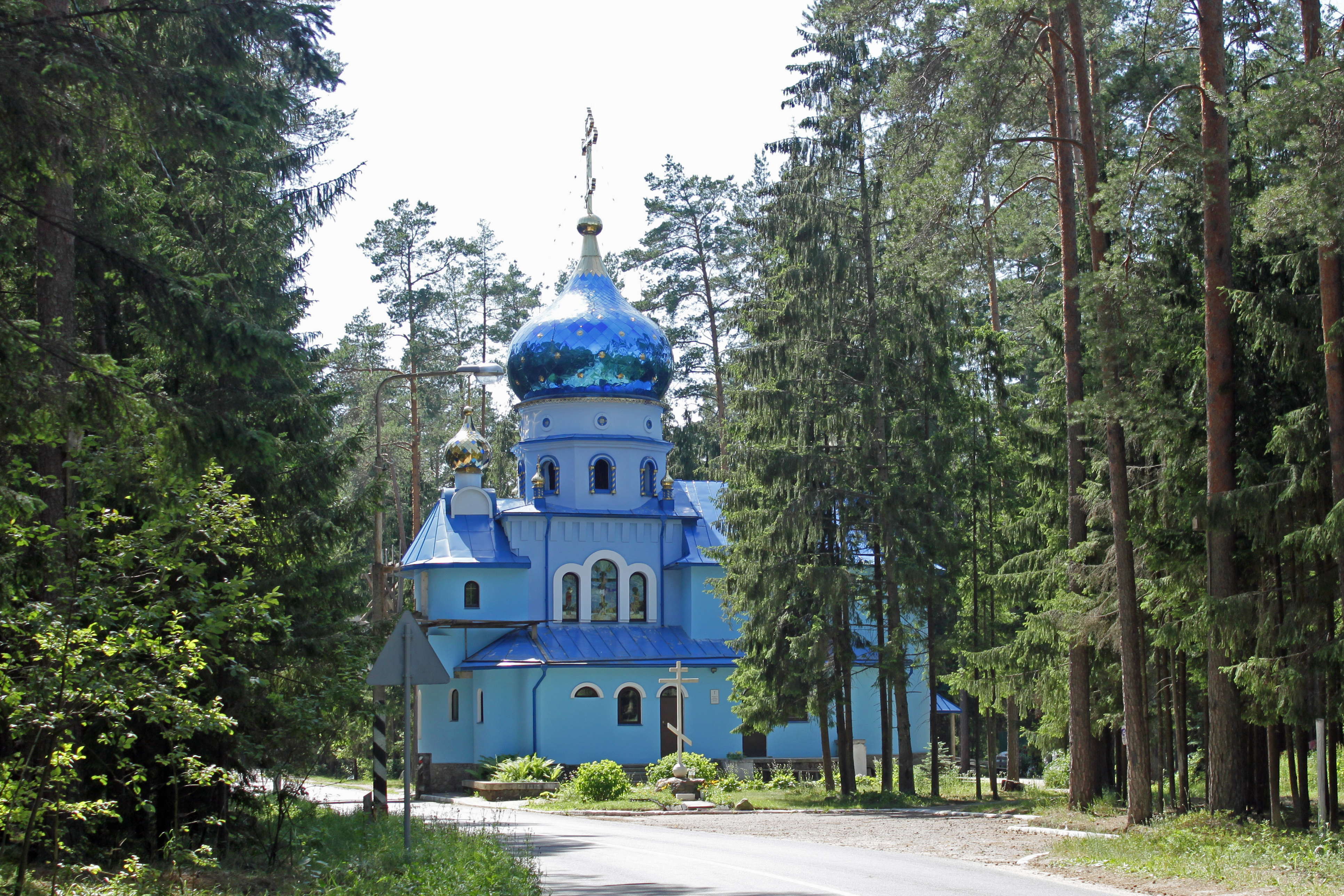
Templo em homenagem ao ícone da Mãe de Deus "Alegria e Consolação", na aldeia de Aksakovshchina